# Каркас четырёхтычинковый
Каркас четырёхтычинковый (лат. Celtis tetrandra) — вид древесных растений рода Каркас (Celtis) семейства Коноплёвые (Cannabaceae).

## Ботаническое описание

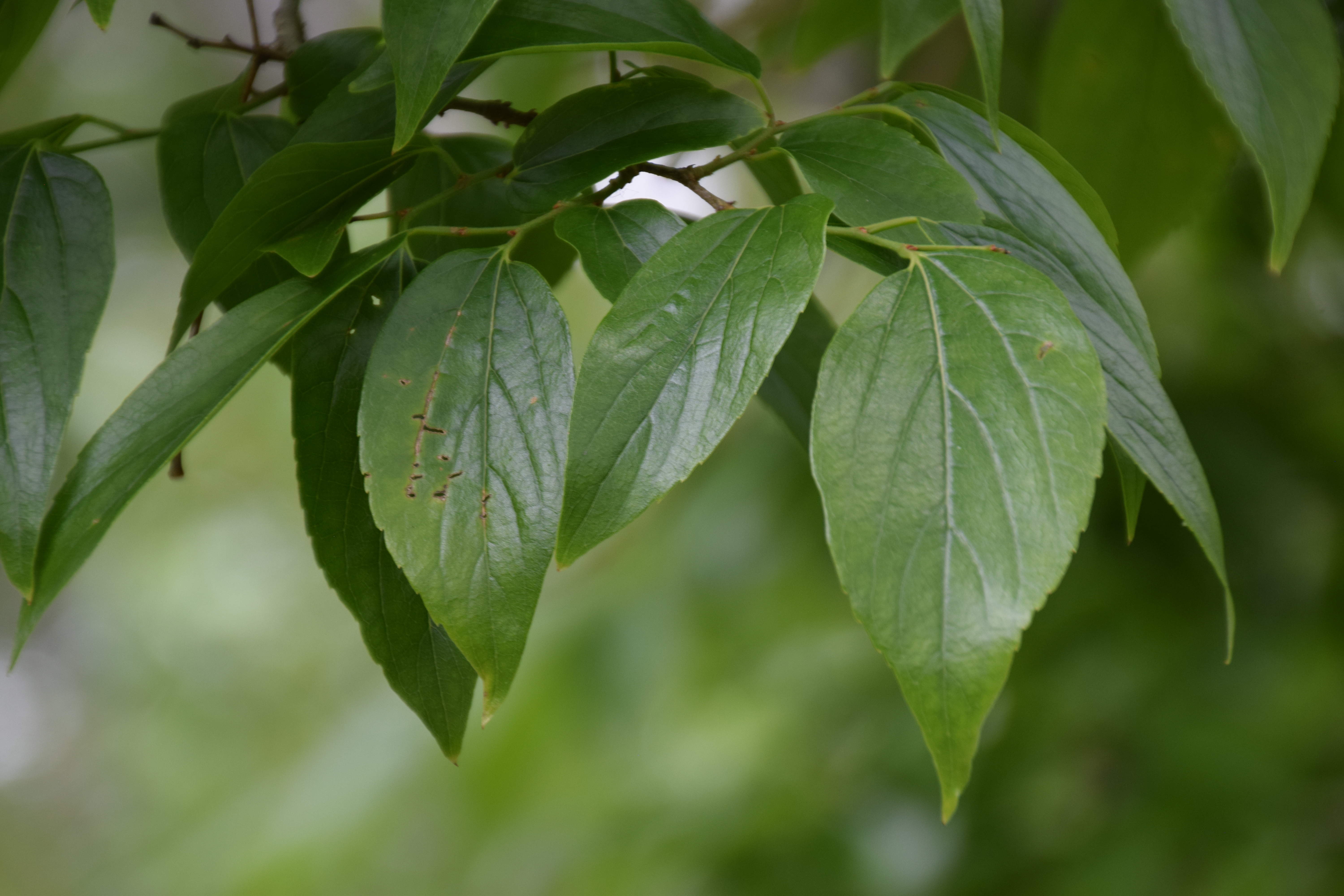
Листья

Листопадное дерево, до 30 м высотой. Кора серовато-белая, гладкая, иногда с поперечными складками. Ветви тонкие, желтовато-коричневые, опушённые. Листья простые, очерёдные, от яйцевидно-ланцетных до ромбических, 5—13 × 2,5—5,5 см, с бороздчатым черешком 3—10 мм. Листовая пластинка с округлым или клиновидным неравнобоким основанием, заострённой вершиной, с зубчатым краем в верхней части. Сверху редко звёздчато-опушённый, снизу с волосками по основным жилкам и звездчато-опушённый в углах жилок.
Цветки обоеполые и тычиночные, пурпурные, в кистях. Лепестков 4 по 1,5 мм длиной, вогнутые, тупые. Обоеполые цветки с 4—7 тычинками, расположены в пазухах листьев, в верхней части побегов. Мужские цветки с 4 тычинками в пучках в нижней части безлистного побега на нитевидных цветоножках 1 см длиной. Плод жёлтый, при полном созревании оранжевато-коричневый, шаровидный, на вершинке с выраженным шипиком, 7—8 мм в диаметре, плодоножка 12—16 мм. Мякоть тонкая, мучнистая, сладковатая, съедобная. Косточка крупная, около 5 мм, шаровидная, с острой вершиной, в диаметре, четырёхребристая.

## Распространение и экология
Естественно произрастает в мезофитных смешанных лесах, по долинам и склонам на высоте 700—1500 м над уровнем моря в Китае, Бутане, Индии, Индонезии, Мьянме, Непале, Таиланде, Вьетнаме.

## Синонимы
- Celtis acata Buch.-Ham.
- Celtis fengqingensis Hu ex E.W.Ma
- Celtis formosana Hayata
- Celtis glabra Planch.
- Celtis hamiltonii Planch.
- Celtis kunmingensis C.C.Cheng & D.Y.Hong
- Celtis napalensis Planch.
- Celtis roxburghii Planch.
- Celtis salvatiana C.K.Schneid.
- Celtis serotina Planch.
- Celtis sinensis var. tetrandra (Roxb.) F.Y.Lu, C.H.Ou, Y.T.Chen, Y.S.Chi, K.C.Lu & Y.H.Tseng
- Celtis wallichii Steud.
- Celtis xizangensis E.W.Ma
- Celtis yunnanensis C.K.Schneid.
- Sponia tetrandra Voigt